# Cachoeira do Vale
Cachoeira do Vale, também conhecido como Cachoeirinha, é um distrito do município brasileiro de Timóteo, no interior do estado de Minas Gerais. Segundo o censo demográfico de 2022, realizado pelo Instituto Brasileiro de Geografia e Estatística (IBGE), sua população era de 7 411 habitantes e havia 2 716 domicílios particulares permanentes ocupados. Possui área de 10,99 km² conforme a Fundação João Pinheiro (FJP).
De acordo com o IBGE, em 2010 a população era de 7 708 habitantes e havia 2 566 domicílios particulares.
A sede do distrito é representada pelo bairro homônimo. Este, por sua vez, possuía 6 515 habitantes e 2 391 domicílios particulares permanentes ocupados em 2022, o que o colocava como o bairro mais populoso de Timóteo. Além desse núcleo, o distrito também abrange o bairro Petrópolis de acordo com a divisão oficial do IBGE, porém há bairros não oficiais como Pedreira, Olaria, Grota e Morro do Cabrito.[carece de fontes?]

## História
Entre as décadas de 1960 e 70 a área do atual distrito passou por um crescimento demográfico acentuado, acompanhando uma tendência de expansão populacional de áreas periféricas de Timóteo. Em função das limitações da topografia seu crescimento urbano ocorreu de forma relativamente isolada dos centros Norte e Sul de Timóteo, que são as principais centralidades da cidade. No entanto, integrou-se mais ao restante do município no decorrer das décadas seguintes, além de ter recebido infraestrutura e serviços.
A localidade era conhecida como Cachoeirinha. Veio a ser reconhecida como distrito pela lei estadual nº 6.769 de 13 de maio de 1976, quando passou a se chamar Cachoeira do Vale. É uma referência ao local onde está localizado, que antes de ser povoado era um vale repleto de cachoeiras.[carece de fontes?]

## Descrição

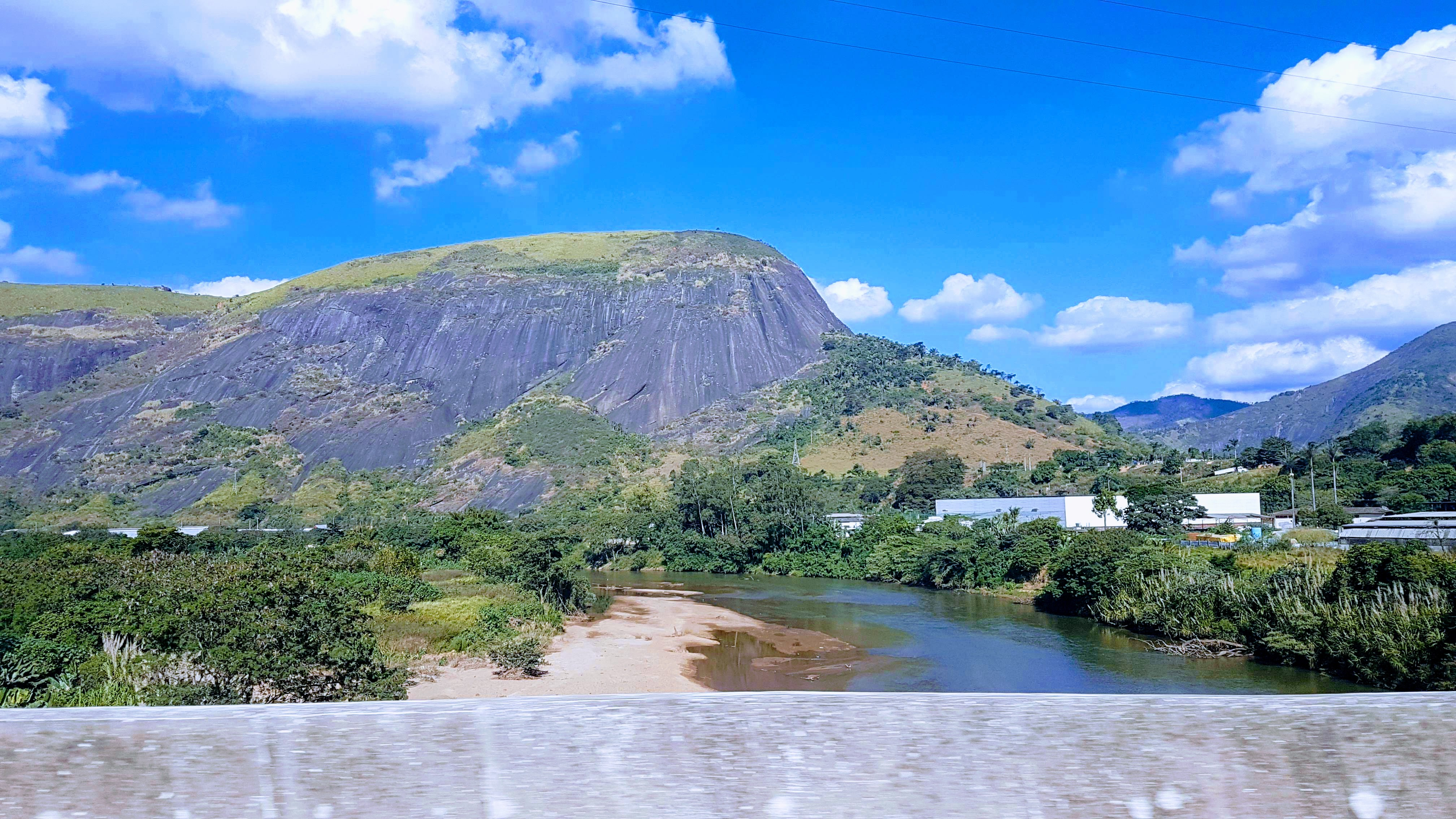
Rio Piracicaba com a Pedra da Baratinha ao fundo, uma referência visual do distrito.

O distrito está localizado entre colinas de declividade acentuada e a margem do rio Piracicaba, a cerca de 14 km da sede municipal. Também se situava às margens da BR-381, porém a rodovia foi transferida para fora do perímetro urbano após a construção do anel rodoviário do Vale do Aço. A Avenida Belo Horizonte, principal via do distrito, é o antigo trecho da rodovia federal e ainda é a forma de acesso mais utilizada para ligação ao restante da cidade.
Por estar localizado em uma parte baixa da cidade e na margem do rio Piracicaba, sofre com as enchentes na época chuvosa (de outubro a abril). No ano de 1979, o distrito foi a região de Timóteo que mais sofreu prejuízos com uma grande cheia do rio Doce e afluentes (incluindo o Piracicaba). Outras enchentes de destaque ocorreram em 1997, 2020 (deixando quase 100 desalojados) e 2022.
A população se constitui de famílias de diversas rendas, contando com alguns serviços públicos, tais como Agência Lotérica, Unidade de Saúde, duas escolas estaduais (Escola Estadual José Ferreira Maia e Escola Estadual João Cotta Figueiredo Barcelos) e uma municipal (Escola Municipal João Bolinha). Até 2017 também possuía uma agência da Empresa Brasileira de Correios e Telégrafos. A Escola Estadual João Cotta Figueiredo Barcelos, construída na década de 1980, é um projeto do arquiteto Éolo Maia. Embora não tenha sido concluída conforme projetado, preserva características da proposta inicial, como o uso de estrutura metálica, cores e cobogós.